# As-Sik

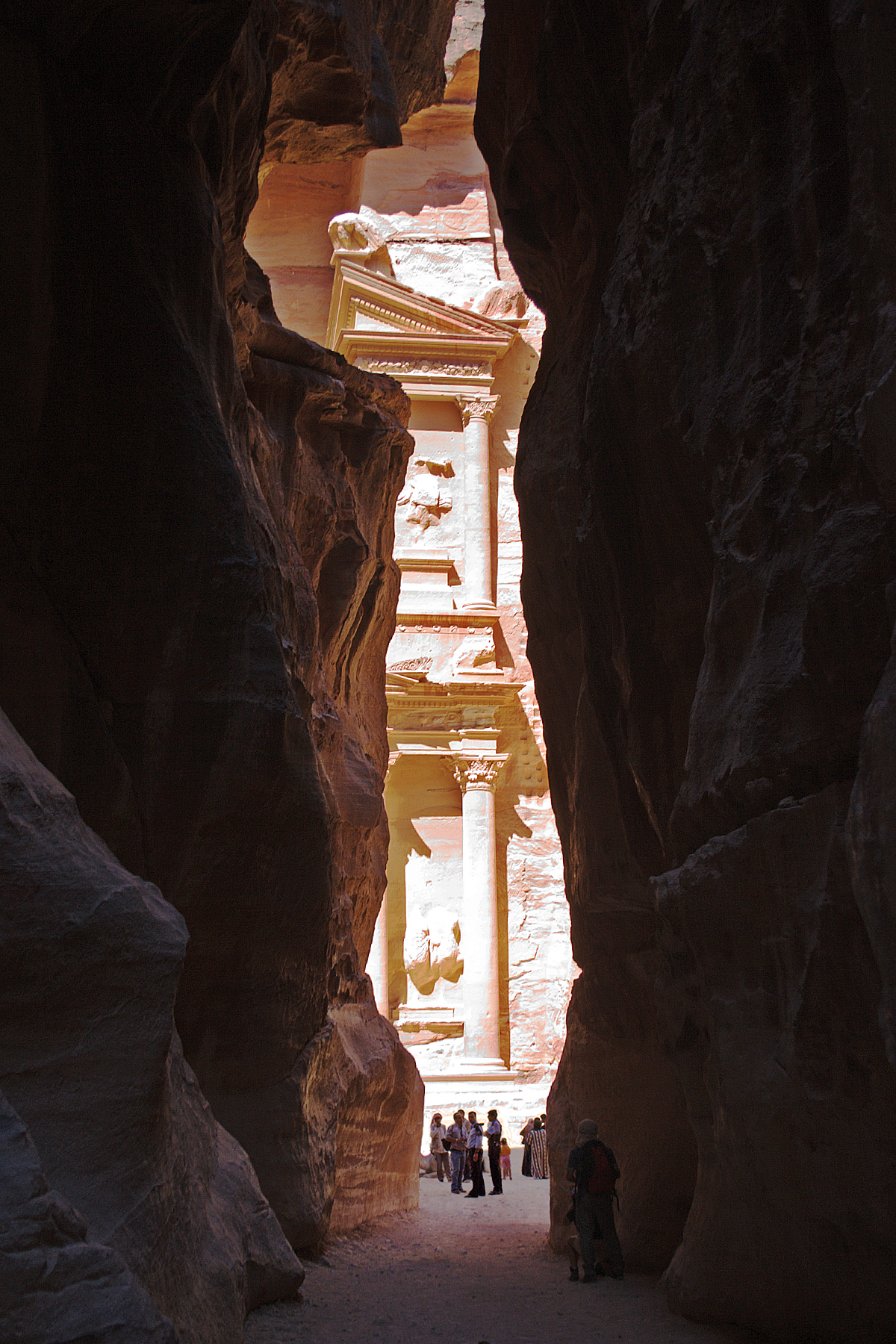
Skarbiec Faraona znajdujący się na końcu wąwozu As-Sik

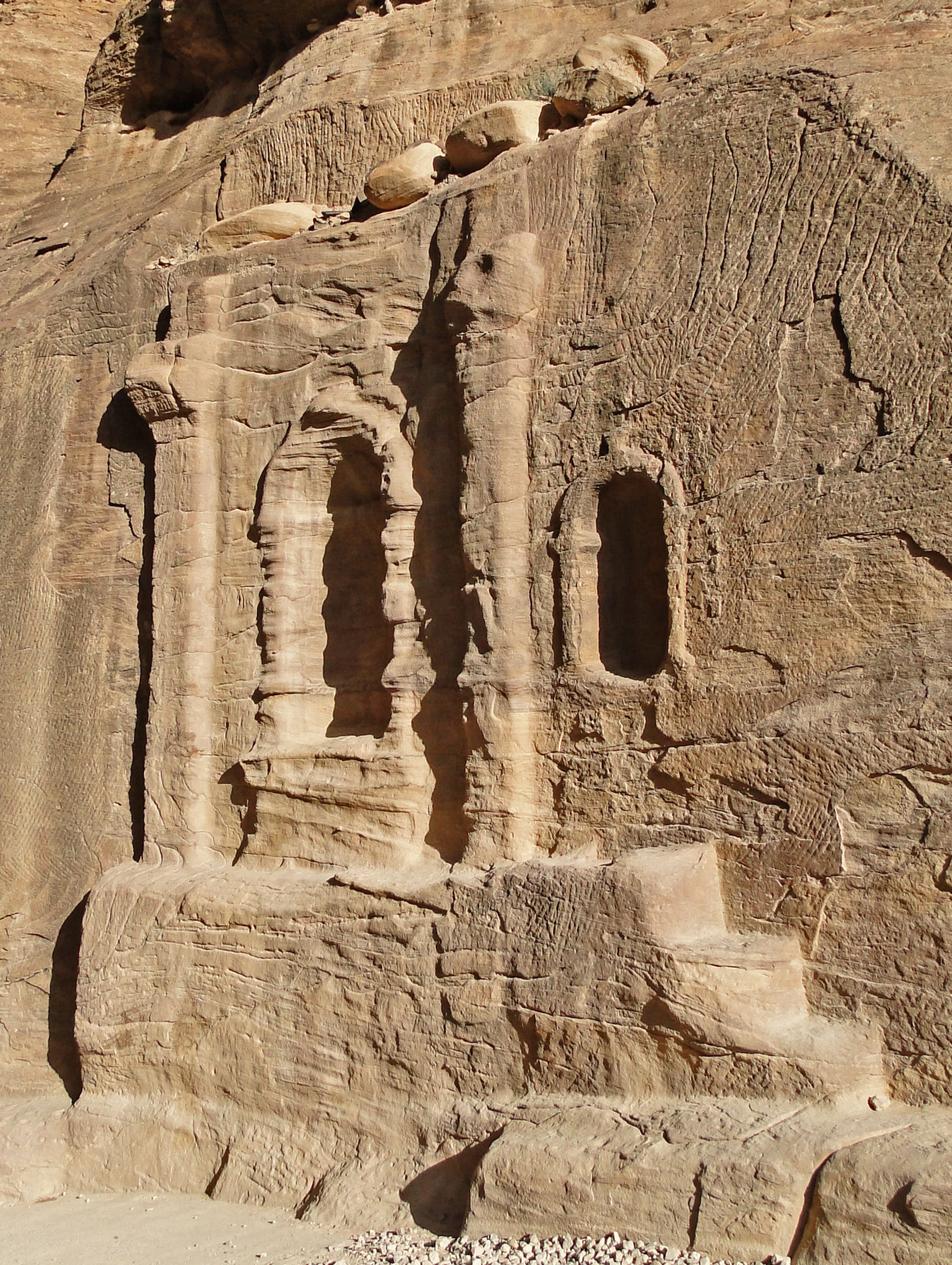
Nisza na początku wąwozu As-Sik

As-Sik (arab. ‏السيق‎, As-Sīq, tłum. „szyb”) – głęboki na ponad 70 m wąwóz o długości 1,5 km w Jordanii, będący wejściem do ruin Petry. Powstanie wąwozu wiąże się z uskokiem geologicznym, który w przeciągu 2 milionów lat uległ erozji i pogłębieniu przez wody okresowego górskiego potoku Wadi Musa, który wzbierał po gwałtownych opadach.

## Opis
Nabatejczycy używali wąwozu jako bezpiecznego wejścia do miasta. W tym celu skierowali koryto potoku Wadi Musa przez tunel o długości 86 m do sąsiedniej doliny, by nie płynął już przez As-Sik i nie zagrażał ludziom. Nad wejściem do wąwozu zbudowali duży łuk, po którym pozostały do dziś tylko niewielkie ślady na skalnej ścianie. Powstała w ten sposób brama mogła być zamykana wrotami i służyć jako umocnienie. Łuk powstał przypuszczalnie w I w n.e. Również w samym wąwozie Nabatejczycy pozostawili swoje ślady. Wzdłuż niego biegły rury terakotowe rury wodociągowe, dostarczające wodę do miasta. Oprócz tego jego dno zostało wybrukowane na wzór rzymski. Na obu ścianach skalnych znajdują się małe nisze wotywne i stele, które rzucają światło na szczególne religijne znaczenie wąwozu dla Nabatejczyków. W niszach prawdopodobnie znajdowały się głównie betyle, ponieważ Nabetejczycy nie stawiali posągów swoim bogom, lecz przedstawiali ich symbolicznie, na przykład w formie prostopadłościanu lub tępej piramidy. W Petrze znaleziono wiele betyli. Na wylocie z tzw. wewnętrznego wąwozu As-Sik znajduje się fasada skarbca Faraona.

## Ochrona przed powodzią
Również we współczesności miały miejsce w wąwozie gwałtowne powodzie. W 1963 r. zginęło z tego powodu 23 osoby. Obecnie wody Wadi Musy są przekierowywane od górnego wlotu As-Siku do bezpiecznego odpływu za pomocą zrekonstruowanej zapory. Zainstalowano również system ostrzegania dla zwiedzających przed gwałtownym wezbraniem wód.